# Radio télévision libre des Mille Collines
Radio télévision libre des Mille Collines (RTLM, Svobodný rozhlas a televize tisíce kopců) známá též jako Rádio Mačeta byla rozhlasová stanice ve Rwandě. V etnickém konfliktu prosazovala zájmy Hutuů a stala se inspirátorkou rwandské genocidy.
Byla založena v Kigali v roce 1993 jako protiváha státnímu vysílání Radio Rwanda i tutsijskému médiu Radio Muhabura. Její název pochází z přezdívky Rwandy „Pays des Mille Collines“ (země tisíce kopců). Stanice měla názorově blízko k nacionalistickému hnutí Akazu a její provoz financoval čajovníkový magnát Félicien Kabuga.
Ředitelem stanice byl historik Ferdinand Nahimana, propuštěný ze státního rozhlasu pro šíření etnické nenávisti. Hlavními moderátory byli Kantano Habimana a Georges Ruggiu, se stanicí spolupracoval i hudebník Simon Bikindi. Vysílání bylo v rwandštině a francouzštině. RTLM získalo popularitu díky moderní hudbě a charismatickým hlasatelům a v zemi s vysokou mírou negramotnosti bylo hlavním tvůrcem veřejného mínění. Po smrti prezidenta Juvénala Habyarimany se pod jeho vlivem ze sociálně deklasované hutuské mládeže formovaly milice Interahamwe. Rádio prosazovalo likvidaci tutsijské menšiny, která byla v jeho propagandistických pořadech označována rwandským slovem „inyenzi“ (švábi). Ve vysílání se také objevovaly seznamy nepřátel, které je třeba pobít. Podle průzkumů byly etnické čistky intenzivnější v oblastech, které pokrýval signál RTLM.
RTLM přestalo vysílat v červenci 1994, kdy Kigali obsadila Rwandská vlastenecká fronta.